# Atlantisk bastardsköldpadda
Atlantisk bastardsköldpadda (Lepidochelys kempii) är en sköldpadda tillhörande familjen havssköldpaddor som förekommer i de västra delarna av norra Atlanten, utanför USA:s och Mexikos kuster. I IUCN:s rödlistning är arten upptagen som akut hotad.

## Utseende
Den är en av världens minsta havssköldpaddor, då dess ryggsköld vanligen inte mäter mer än upp till omkring 75 centimeter. Skölden liknar på grund av en klaff nära djurets huvud i viss mån ett hjärta (symbol) i formen. Den har en grå till olivbrun färg. Sköldpaddans armar och ben liknar fenor.

## Levnadssätt
Som andra havssköldpaddor tillbringar denna sköldpadda nästan hela sitt liv i havet. Den påträffas ofta i grundare kustnära vatten, men den kan även ge sig ut i det öppna havet. Dess fortplantningsområde är Mexikanska golfen. Den viktigaste stranden för honornas äggläggning finns i Tamaulipas, Mexiko, men även på Padre Island kan äggläggning ske.
Arten äter främst kräftdjur, havslevande snäckor och andra ryggradslösa djur. Kanske fångar den ibland en mindre fisk.
Honan gräver en liten grop och lägger där sina ägg. Ett exemplar som dokumenterades utanför det egentliga fortplantningsområdet vid North Carolinas kust hade 97 ägg vid tillfället. Senare kläcktes 48 ungar. Mellan äggläggning och kläckning ligger i Mexiko 50 till 70 dagar. Äggen har i genomsnitt en diameter av 39 mm och antalet ägg varierar mellan 54 och 185. Nyckläckta ungar har en 30 till 46 mm bred sköld och väger 13,5 till 21 g.

## Hot
Tidigare har jakt varit en bidragande orsak till att denna havssköldpadda minskat i antal, idag är de främsta hoten mot arten habitatförlust, föroreningar och att den fastnar i fiskenät. 
1979 drabbade ett större oljeutsläpp från Ixtoc I Mexikanska golfen och sköldpaddornas fortplantningsområden. 2010 drabbade oljeutsläppen från Deepwater Horizon åter havssköldpaddorna i området.